# Comportamento deimático

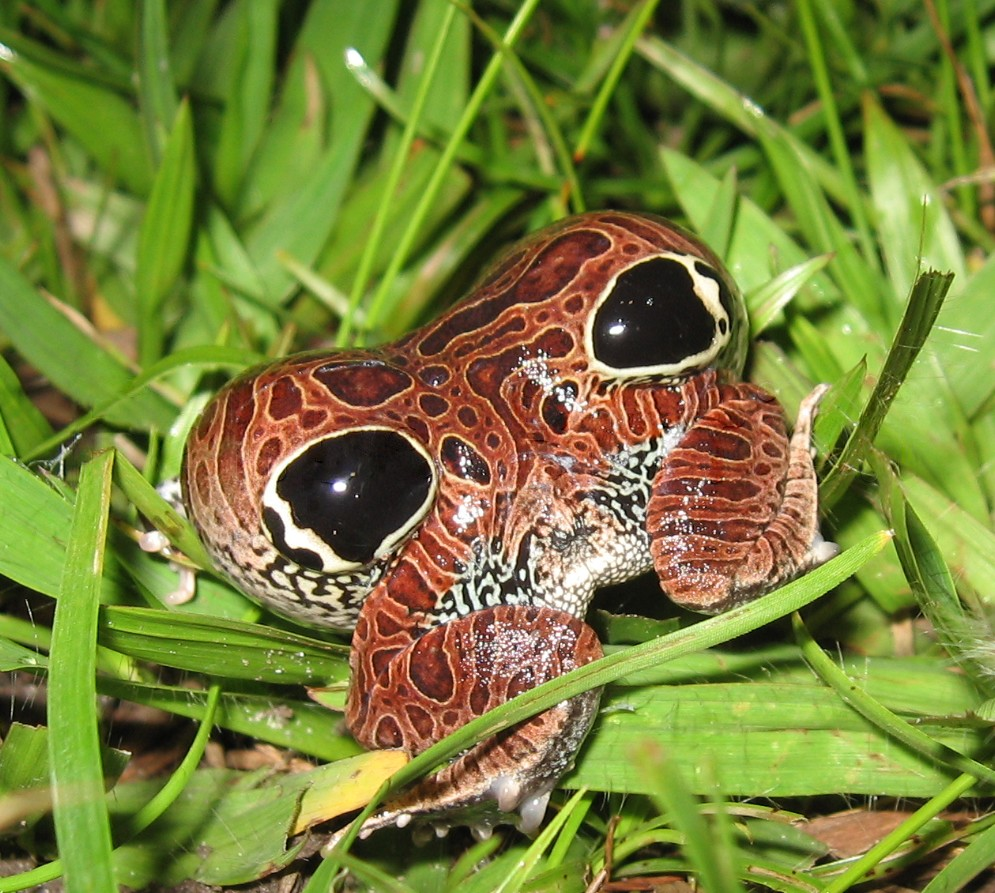
Physalaemus nattereri praticando o comportamento deimático.

O comportamento deimático é aquele presente nos animais de tipo ameaçador ou assustador, um exemplo é mostrar ocelos para empatar e distrair o predador de maneira a fugir. O termo «deimático» provém da raiz grega δειματόω (deimatόo), que significa 'assustar'.